# Диамаре (департамент)
Диамаре (фр. Diamaré) — один из 6 департаментов Крайнесеверного региона Камеруна. Находится в центрально-южной части региона, занимая площадь в 4 665 км².
Административным центром департамента является город Маруа (фр. Maroua). Граничит с департаментами: Майо-Лути (на юге), Майо-Цанага (на западе), Майо-Сава (на северо-западе), Логоне и Шари (на севере), Майо-Данай (на востоке) и Майо-Кани (на юго-востоке).

## Административное деление
Департамент Диамаре подразделяется на 9 коммун:
1. Бого (фр. Bogo)
2. Даргала (фр. Dargala)
3. Гаваза (фр. Gawaza)
4. Маруа I (фр. Maroua I)
5. Маруа II (фр. Maroua II)
6. Маруа III (фр. Maroua III)
7. Мери (фр. Meri)
8. Ндукула (фр. Ndoukoula)
9. Петте (фр. Petté)